# Szendrei Julianna
Szendrei Julianna (Budapest, 1948. május 8. – 2013. január 13.) matematikatanár, a matematikatanítás nemzetközileg elismert kiemelkedő egyénisége.

## Életpályája
Polgári család gyermekeként született egyedüli gyermekként. Az általános és középiskolát szülőhelyén végezte, egyetemi tanulmányait a ELTE matematika-fizika tanári szakán folytatta, ahol 1971-ben végzett.
1970-ben kezdett el az Országos Pedagógiai Intézetben munkatársként, ahol fő feladata először az általános iskolai matematikatanítás korszerűsítésében való részvétel volt, a Varga Tamás vezette munkacsoportban. Társszerzője volt az 1978-ban megjelentetett matematika tantervnek. Ehhez ugyancsak társszerzőkkel útmutatókat, kézikönyveket, tankönyveket írt. Megtervezte és megszervezte az új tanterv tanítására felkészítő, iskolatévével segített regionális tanfolyamok rendszerét.
1983-ban az IEA (International Association for the Evaluation of Educational Achievement) II. nemzetközi matematika vizsgálat magyarországi lebonyolításáért, a mérés során feltárt adatok és összefüggések dokumentálásáért felelős TOF-80 kutatócsoport tagja.
Később a szakközépiskolák és műszaki szakközépiskolák matematikatanításának gondozója, a matematika OKTV és érettségi felelőse volt már főmunkatársként. Az Országos Pedagógiai Intézet 1990-es megszűnését követően 1991-ig az Országos Közoktatási Intézet főmunkatársa.
1991-től haláláig főállásban a Budapesti Tanítóképző Főiskolán tanított, ahol az ELTE Tanító és Óvóképző Főiskolai Kar Matematika Tanszékének vezetője volt főiskolai tanári beosztásban.
Doktori disszertációját (Matematikatanításunk nemzetközi mérlegen) matematikai statisztikából 1993-ban védte meg, melyet az ELTE doktori tanácsa 1995-ben PhD egyenértékűnek fogadott el.
Részt vett az 1995-ös és 2003-as Nemzeti Alaptanterv kidolgozásában is.
Három évig koordinálta a TEMPUS 08015-97 számú projektet, amely magyar, francia, olasz, német egyetemek munkáját fogta össze. A projekt témája: a matematika alkalmazásainak, zsebszámológépeknek, személyi számítógépeknek az egyetemi alapképzésben és a tanártovábbképzésben való szerepeltetése.
1977-től élete végéig kooptált tagja volt a svájci bejegyzésű CIEAEM Nemzetközi Matematikatanítási Bizottságnak. 1988-1992 között a bizottság alelnöke, 2003-2007 között elnöke volt.

## Díjai, elismerései
- A matematika népszerűsítéséért (1987)
- Beke Manó-díj II. fokozat (1989)
- Főiskoláért kitüntetés (1998)
- Széchenyi professzori ösztöndíj (2000)
- Beke Manó-díj I. fokozat (2001)
- Kiss Árpád díj (2011)

## Fő művei
- A játék matematikája (Tankönyvkiadó, Budapest, 1976, 1980, 1984, 1987)
- Kivi és Apó (Tankönyvkiadó, Budapest, 1977, 1981, 1985, 1988)
- Matek-játék (Tankönyvkiadó, Budapest, 1988)
- Szakközépiskolai versenyfeladatok mindenkinek (Tankönyvkiadó, Budapest, 1989)
- Gondolod, hogy egyre megy? Dialógusok a matematikatanításról. (TYPOTEX Kiadó, Budapest, 2005)